# Ієн Г'юм
Ієн Г'юм (англ. Iain Hume, нар. 30 жовтня 1983, Единбург) — канадський футболіст, що грав на позиції нападника. По завершенні ігрової кар'єри — тренер. З 2020 року очолює тренерський штаб команди «Вудсток». Виступав за низку клубів, переважно англійських та індійських, а також національну збірну Канади. Переможець Індійської суперліги.

## Клубна кар'єра
Ієн Г'юм народився 1983 році в Единбурзі. Розпочав займатися футболом у школі англійського клубу «Транмер Роверз». У 1999 році Г'юм розпочав виступи в основній команді клубу, в якій грав до 2005 року, взявши участь у 150 матчах чемпіонату.
У 2005 році футболіст перейшов до іншого англійського клубу «Лестер Сіті», у складу якого грав до 2008 року. У 2008—2010 роках Г'юм грав у складі англійської команди «Барнслі». У 2010 році футболіст перейшов до англійського клубу «Престон Норт-Енд», з якого в 2012—2014 роках грав у оренді в англійських клубах «Донкастер Роверз» і «Флітвуд Таун».
У 2014 році натуралізований канадець став гравцем клубу Індійської суперліги «Керала Бластерс», а в 2015 році знову став гравцем клубу «Транмер Роверз». У 2015 році футболіст перейшов до індійського клубу «Атлетіко» (Колката), в якому грав, з невеликою перервою на оренду до іспанської «Понферрадіни» в 2016 році, до 2017 році, та став у складі клубу переможцем Індійської суперліги. У 2017 році Г'юм грав у складі іспанського клубу «Естремадура», після чого у 2017—2018 роках удруге за кар'єру грав у складі клубу «Керала Бластерс». Завершив ігрову кар'єру канадський футболіст в індійській команді «Пуне Сіті», за яку виступав протягом 2018—2019 років.

## Виступи за збірні
Хоча Ієн Г'юм народився у Шотландії, проте вибрав виступи на міжнародному рівні за збірну Канади. Протягом 2001—2003 років Г'юм грав у складі молодіжної збірної Канади. У складі молодіжної збірної Канади футболіст грав на на молодіжному чемпіонаті світу 2001 року. На молодіжному рівні зіграв у 18 офіційних матчах, забив 7 голів.
У 2003 році Ієн Г'юм дебютував у складі національної збірної Канади. У складі збірної футболіст був учасником розіграшу Золотого кубка КОНКАКАФ 2003 року, розіграшу Золотого кубка КОНКАКАФ 2005 року та розіграшу Золотого кубка КОНКАКАФ 2007 року. Загалом протягом кар'єри в національній команді, в який грав до 2016 року, провів у її складі 43 матчі, забивши 6 голів.

## Кар'єра тренера
У 2020 році Ієн Г'юм очолив тренерський штаб канадського клубу «Вудсток».

## Титули і досягнення
- Переможець Індійської суперліги (1):

«Атлетіко» (Колката): 2016